# 横山智佐
横山 智佐（よこやま ちさ、1969年12月20日 - ）は、日本の声優、舞台女優。横山智佐事務所「バンビーナ」所属。東京都墨田区東墨田出身。

## 来歴
アーツビジョンへの所属を経て、現在は横山智佐事務所「バンビーナ」所属。

### 生い立ち
子供の時は、男子と一緒に外で遊んでばかりのワンパクな少女だったという。
母がテレビをあまり観せてくれない教育ママさんタイプだったためアニメもほとんど観ていなかったという。小学校の頃は漫才ブームで漫才師になりたく、中学の頃は『3年B組金八先生』のブームがあり、ドラマに興味を持ったりしていたという。声優を志すきっかけになったのは、中学2年生の時にテレビで放映された映画『ルパン三世 カリオストロの城』を観て感激したことから（横山自身はこのことを「ルパン三世に会いたかった」と表現している）。エッセイ集のタイトルは『ルパンに会いたくて』としており、大塚康生、モンキーパンチのイラストが表紙を飾っており、同作品のヒロイン・クラリスのように窓から忍び込んでプロポーズされたい、とも書いている。
高校生以前は母から「高校生になったら好きな習い事をしてもいいよ」と言われていたため、新聞に大きく広告が出ていたことから、東京宝映に在籍していた。そこではドラマのエキストラ、ポスターの仕事もして、人前で何かをしたりする度胸といった演技については色々と勉強になったが、声の仕事のオーディションは一度もなかったという。「このままでは声優という仕事ができずにテレビ女優になってしまう」という気がして1年で退団。中学時代、同級生で漫画好きだった男子が「声優の養成所がある」と教えてもらい、高校1年生の夏休みに勝田声優学院のサマースクールに行っていた。その時は、声は出ておらず、何一つ満足にやれなかったことが悔しく、もう一度ウィンタースクールに「今度は失敗しないぞ」という気持ちで参加し、入所することができ、高校2年生の4月から同声優学院に通っていた。同期に森川智之がいる。しかし講師の勝田久から「発声の仕方がまるでダメ」と劣等生の烙印を押され、悔し涙を流したというエピソードがある。また、元々歯並びが良くなかったことが発声に悪影響を与えていたため、300万円を払って歯列矯正を行ったことも明かしている。

### キャリア
1987年にOVA『ブラックマジック M-66』（ナラ・フェリス役）でデビューを果たす。
1987年、駿台学園高等学校3年在学中に、『アニメ情報局ラジオマガジン』（東海ラジオ）の収録現場で出会ったショッカーO野の紹介で『週刊少年ジャンプ』で連載されていた読者コーナー「ジャンプ放送局」のアシスタントに抜擢され、同コーナー終了まで延べ8年間務めた。仕事に妥協を許さない局長さくまあきらの厳しい指導には、何度か泣かされたこともあったと自著のエッセイで述べている。ちさタローの愛称はこの頃からで、最初はちさ姫と呼ばれていたが「もっと親しみやすく」という理由でちさタローに改められた。初登場の時は黒縁メガネをかけていた（のちにコンタクトレンズを使用するようになったため、それに伴いメガネなしの描写に変更された）。なお、この時代にびっくり箱の落書きに擬音として用いている「ばびょーん」というフレーズがある。
初期の作品には元気な少女役・鳥役で出演することが多かった。また、『おぼっちゃまくん』の主演声優である神代知衣が産休の際には、代役を務めた。その時は『おぼっちゃまくん』をビデオに録画し何度も繰り返して見て勉強しており、アニメを研究したのは初めてだったという。先輩の声優に「智佐ちゃんがやってるんなんて気がつかなかったよ」と言われた時は嬉しかったという。その後、茶魔の影武者である影茶魔役も演じた。
1990年、テレビアニメ『NG騎士ラムネ&40』のヒロイン・ミルク役として出演。1992年に『レッドカンパニー』開発のPCエンジン用アドベンチャーゲーム『銀河お嬢様伝説ユナ』の主人公・神楽坂優奈を演じ、若手声優の一人として頭角を現し始める。
1996年にテレビゲーム『サクラ大戦』のヒロイン・真宮寺さくら役として出演。これを皮切りに、以降のシリーズ続編や派生作品などに出演し、人気を集めた。
舞台公演『サクラ大戦 歌謡ショウ』（1997年 - 2006年）では10年の間「真宮寺さくら役」として出演し、初演『愛ゆえに』ではおぼつかなかった殺陣は最終公演『新 愛ゆえに』で100手の殺陣をこなし、バック転、激しいダンスを踊りながら歌うまでに上達した。ミュージカルの世界に関心を持ったきっかけは、28歳の時、『ミュージカル サクラ大戦』（南青山少女歌劇団主演）のゲスト出演時であると、著作『わたしの愛したゲームキャラ』に書かれている。なお、『歌謡ショウ』に出演した役者陣とは10年の時間を共に過ごしたこともあり現在も親交がある。

### 現在まで
2009年11月3日、自身の公式ブログで結婚を発表（届け出は11月1日）。夫はロックバンド“トライポリズム”でベース担当だったチャカで、11歳歳下。『サクラ大戦』のゲーム最終作発売時での雑誌インタビューでは「ゲームとは逆に自分自身は結婚願望が無い」と語っていた横山だったが、この日のブログでは「39歳と10ヶ月にして初めて戸籍をいじることができました」と、独特の言い回しで喜びを表現した。
2014年4月19日、第1子妊娠を発表。
2014年9月22日、長女を出産、同日ブログで公表した。

## 人物
中学生時代の部活はテニス、陸上競技、水泳で、高校生時代の部活は演劇。
プロ野球に造詣があり、読売ジャイアンツファン。特に桑田真澄投手がお気に入りだった。
広井王子原作のゲーム作品の常連であり、前述の『サクラ大戦』『機動新撰組 萌えよ剣』と二度も主演したのは彼女のみである。音楽活動にも積極的であり、三ツ矢雄二総合プロデュースの下、鈴木真仁と音楽ユニット「Pink Rainbow」を組んでいる。
声優仲間では高橋美紀や冬馬由美と親交がある。
森川智之とは養成所時代からの親友（森川談）。自身のエッセイ（『ルパンに会いたくて』シリーズ）にも森川との写真が掲載されている。
1990年代はゲーマーとして取材を受けることも多く、『ボンバーマン』好きが高じて「ボンバーマンクイーン」と称している。対戦型格闘ゲームフリークでもあり、『ストリートファイターII』は春麗、『バーチャファイター』はサラ・ブライアントの使い手だった。
家族構成は3姉妹の末っ子。姉はオペラ歌手の横山美奈で、2人で横山ホットシスターズ名義で劇場版アニメ『ハーメルンのバイオリン弾き』の主題歌を歌ったことがある。また、『サクラ大戦』スーパー歌謡ショウでは歌唱指導を行い、共演をしたこともある。母が4代、父が3代の江戸っ子。
2002年、1997年から2000年の間に撮影した夕食写真とコメントで構成したブログ風の本『1000日の夕食』を出版した。

## エピソード
アーツビジョンを辞めた後、1994年6月23日からオーストラリア（ケアンズ）に15週間語学留学をした。この1年ほど前から全てのオーディションを断っての決断だった。その理由として1992年にサイパン旅行に行った時、帰りの飛行機でたまたま隣になった外国人に話しかけられても英語が思うように話せなかったことや、1stアルバムで英語の歌詞があったことで、その歌詞をきれいな英語で歌いたかったことを挙げている。そしてNHK-BSで放送された『新カンガルー・スキッピー』に吹き替えで出演したことで、この作品の舞台がオーストラリアということで留学先もオーストラリアだと決めている。その際声優仲間から“1年も日本から離れたら仕事の依頼がなくなるのではないか”と心配された。留学以前から帰国後しばらくの間に当たる1993年3月号から1995年4月号の間、ホビー雑誌『B-CLUB』にコラム「横山智佐の声優写真日記」を連載しており、その中で、「留学前はいろいろと上手いことを言って寄ってくる人がたくさんいたが、留学から帰ってきて本当に自分を必要としてくれる人が誰なのかが分かった」と書いている。またそのコラムの中で、『ガリバーボーイ』のゲームのヒロインを演じているが、TV化の企画が出た際、キャスト変更するので改めてオーディションに来てほしいと言われ釈然としなかったという。面接の際に「何故わざわざキャスト変更するのか」「オーディションを開けば誰でも来ると思わないで」と歯に衣着せずに面と向かって疑問をぶつけた旨を書いている（横山のキャスティング変更はされなかった）。
『銀河お嬢様伝説ユナ』では主人公の神楽坂ユナのライトスーツのコスプレを披露している。青いハイレグレオタードをベースにした露出度の高いコスチュームで、この姿はホビージャパンのMOOKにおいてフィギュアも作られている。
2005年、地下鉄の駅のエスカレーターでぶつかったサラリーマンと口論になり暴行を受けて新聞沙汰になった（サラリーマンはそのまま逃走）。
2009年8月29日、原付バイクで走行中に停車中の車のドアが突如開いて乗っていた原付バイクを直撃。左ひじ骨折（全治三週間）の怪我を負った。ブログでは包帯で腕を吊った姿や傷跡を公開した）。
2019年12月12日に発売された『新サクラ大戦』では、真宮寺さくらによく似た謎の敵キャラクター「夜叉」の声優を担当。当初は夜叉が自身の演じた真宮寺さくらと異なるキャラクターだったためオファーを2回断っている。しかし、スタッフからの度重なる説得を受け、その後横山が夜叉の台詞の口調を若干さくらに近づけることをスタッフに直接要望し、それが通った結果オファーを受け入れたとインタビューで語っている。

## 出演
太字はメインキャラクター。

### テレビアニメ
1989年
- ミスター味っ子（看護婦）
- 桃太郎伝説 シリーズ（1989年 - 1990年、キーコ、夜叉姫） - 2シリーズ
- レスラー軍団〈銀河編〉 聖戦士ロビンJr.（面魔グリンP）

1990年
- NG騎士ラムネ&40（1990年 - 1991年、ミルク）
- 勇者エクスカイザー（1990年 - 1991年、月山コトミ）

1991年
- 美味しんぼ（スタイリスト、受付嬢）
- OH!MYコンブ（メンメン）
- おばけのホーリー（キラキラン）
- おぼっちゃまくん（1991年 - 1992年、チャッピー、ヤヨイ、森林このみ、御坊茶魔〈代役〉、影茶魔 他）
- ゲンジ通信あげだま（ミカ〈初代〉）
- ジャンケンマン（ウルルン）
- 絶対無敵ライジンオー（泉ルリコ）
- それいけ!アンパンマン（1991年 - 2020年、アメダマぼうや〈初代〉、ピザパイむすめ、かぜまる〈2代目〉、トンボくん、てるてるぼうずまん〈2代目〉、タマゴサンドぼうや〈初代〉、ドレミくん、ライトくん〈初代〉、キャンディナイト〈初代〉、スケールちゃん〈2代目〉、ラッピちゃん、青ドキンちゃん、ピラフちゃん、パエリアさん、カステラぼうや、バナナマン（A）〈3代目〉、いくらどんちゃん〈初代〉、ビビンバくん〈2代目〉）
- 21エモン（1991年 - 1992年、看護婦B、秘書、アキホ、トッヂ、ギャル、女オートマ星人B、パッピーB、モアモア星人C、診察マシン、女）
- ハイスクールミステリー学園七不思議（美少女）
- 新世紀GPXサイバーフォーミュラ（リタ・モレロ）
- 魔法使いサリー（1989年版）（アイリス）
- 魔法のプリンセス ミンキーモモ（第2作）（ルピピ）
- 丸出だめ夫（シンデレラ）
- RPG伝説ヘポイ（ピカリン）

1992年
- 宇宙の騎士テッカマンブレード（1992年 - 1993年、ミリー）
- キテレツ大百科（晴子）
- ノンタン（1992年 - 2002年、うさぎさん） - 2シリーズ
- 姫ちゃんのリボン（野々原夢子、支倉えみ、江藤 他）
- ボーイフレンド（林野まみ）
- ママは小学4年生（有森潮〈初代〉）
- みかん絵日記（しずよ）
- YAWARA! a fashionable judo girl!（プロスト、A子、女子部員(1)、ウェイトレス）

1993年
- 機動戦士Vガンダム（ネネカ・ニブロー）
- クレヨンしんちゃん（1993年 - 2018年、若林くん、ひとし〈2代目〉、ふかづめ竜子〈桶川竜子〉〈代役〉）
- 疾風!アイアンリーガー（1993年 - 1994年、ルリー銀城、ベズベズ）
- 忍たま乱太郎（鶴の巣城の若）
- 幽☆遊☆白書（ムルグ）

1994年
- 覇王大系リューナイト（レッド）

1995年
- 鬼神童子ZENKI（役小明）
- 新機動戦記ガンダムW（1995年 - 1996年、ルクレツィア・ノイン、コンピューター）
- 空想科学世界ガリバーボーイ（ミスティ）
- クマのプー太郎（温暖前線ちゃん）
- 十二戦支 爆烈エトレンジャー（三蔵、ティンカーベル）
- ストリートファイターII V（春麗）
- 天地無用!（1995年 - 2014年、砂沙美、津名魅） - 4シリーズ
- ドラえもん（テレビ朝日版第1期）（1995年 - 1996年、黄色いドラえもん〈2代目〉、ユウタ）
- 魔法陣グルグル（フリル）

1996年
- 機動戦艦ナデシコ（スバル・リョーコ）
- VS騎士ラムネ&40炎（ミルク、桃風）
- B'T-X（華梨）
- 魔法少女プリティサミー（河合砂沙美、津名魅）

1997年
- スーパーフィッシング グランダー武蔵（鬼道幻吾総帥）
- 超魔神英雄伝ワタル（1997年 - 1998年、ドナルカミ・ドルク）
- 名探偵コナン（1997年 - 2022年、三上鈴、八巻彩実、仏丸笑子）

1998年
- 快傑蒸気探偵団 TV ANIMATION SERIES（紅サソリ）
- るろうに剣心 -明治剣客浪漫譚-（御沙薙）

1999年
- ビックリマン2000（めぐみ姫、消防子爵）
- モンスターファーム シリーズ（1999年 - 2000年、ゲンキ） - 2シリーズ

2000年
- サクラ大戦TV（真宮寺さくら）

2001年
- 格闘料理伝説ビストロレシピ（ナツメ）
- Dr.リンにきいてみて!（神崎笑華、シェンロン）

2002年
- アソボット戦記五九（フィオーレ）
- 真・女神転生Dチルドレン ライト&ダーク（鬼女ランダ）
- 爆転シュート ベイブレード2002（アラン）
- ぷちぷり*ユーシィ（マガ・ゼーレント）
- 遊☆戯☆王デュエルモンスターズ（海馬乃亜）

2003年
- GUNSLINGER GIRL（フランカ）
- ポケットモンスター アドバンスジェネレーション（2003年 - 2004年、グレース、ラン）

2004年
- それいけ!ズッコケ三人組（安藤圭子）

2005年
- 機動新撰組 萌えよ剣 TV（坂本竜之介）
- シュガシュガルーン（ブランカ）
- まじめにふまじめ かいけつゾロリ（赤ずきん）
- 雪の女王（フリーダ）

2006年
- 妖怪人間ベム（オイン・エジェン）

2008年
- RD 潜脳調査室（ウムラン）

2009年
- クッキンアイドル アイ!マイ!まいん!（ゆりあ社長）
- ケロロ軍曹（カトヤマ・キコ曹長）

2012年
- これはゾンビですか? オブ・ザ・デッド（妄想ユー）

2013年
- HUNTER×HUNTER（2013年 - 2014年、ビスケ）

2014年
- それでも世界は美しい（ナレーション、トハラ）
- 鬼灯の冷徹（2014年 - 2017年、クッキー、夜叉太郎） - 2シリーズ
- Hi☆sCoool! セハガール（真宮寺さくら）

2015年
- ローリング☆ガールズ（九鬼温羅）

2016年
- パズドラクロス（2016年 - 2018年、スタージョンJr.）

2019年
- ポプテピピック TVスペシャル 玄武ver.（ピピ美〈第14話Aパート〉）

### 劇場アニメ
1991年
- 老人Z（三橋晴子）

1992年
- 21エモン 宇宙いけ! 裸足のプリンセス（子供）

1994年
- それいけ!アンパンマン リリカル☆マジカルまほうの学校（メメ）
- 幽☆遊☆白書 冥界死闘篇 炎の絆（ひなげし）

1995年
- 2112年 ドラえもん誕生（黄色いドラえもん）

1996年
- ハーメルンのバイオリン弾き（フルート）
- ルパン三世 DEAD OR ALIVE（エメラ）

1998年
- 機動戦艦ナデシコ -The prince of darkness-（スバル・リョーコ）
- 新機動戦記ガンダムW Endless Waltz 特別篇（ルクレツィア・ノイン）
- ザ☆ドラえもんズ ムシムシぴょんぴょん大作戦!（黄色いドラえもん）

2001年
- サクラ大戦 活動写真（真宮寺さくら）

2002年
- 爆転シュート ベイブレード THE MOVIE 激闘!!タカオVS大地（ヒロシ）

2013年
- 劇場版 HUNTER×HUNTER -The LAST MISSION-（ビスケ）

### OVA
1987年
- ブラックマジック M-66（ナラ・フェリス）
- ポケットザウルス
- ロボットカーニバル（やよい）※一部書籍ではこちらをデビュー作とするものもある。

1991年
- NG騎士ラムネ&40EX ビクビクトライアングル 愛の嵐大作戦（ミルク）
- 乙姫CONNECTION（奥田友貴）
- ガルフォース新世界編（クリス）
- 機動戦士ガンダム0083 STARDUST MEMORY（同僚B）
- クレオパトラD.C.（セーラ）
- ジャングルウォーズ（ミオ）
- 創竜伝（麻田絵理）
- バブルガムクライシス（ADP受付嬢）

1992年
- ウルフガイ（虎四）
- 幻想叙譚エルシア（ネーラ）
- 甲竜伝説ヴィルガスト（リュキア）
- チャイナさんの憂鬱（ロビン）
- 天地無用! 魎皇鬼（第一期）（柾木砂沙美樹雷、津名魅）
- ぷりんせすARMY ウェディング★COMBAT（愛田野々香）
- 魔動王グランゾート 冒険編（マリア）

1993年
- 雲界の迷宮ZEGUY（美希）
- NG騎士ラムネ&40DX ワクワク時空 炎の大捜査戦（ミルク、チビQ3）

1994年
- 疾風!アイアンリーガー 銀光の旗の下に（1994年 - 1995年、ルリー銀城）
- 天地無用! 魎皇鬼（第二期）（柾木砂沙美樹雷、津名魅）

1995年
- 銀河お嬢様伝説ユナ〜哀しみのセイレーン〜（神楽坂優奈）
- こどものおもちゃ（倉田紗南）
- 魔法少女プリティサミー（河合砂沙美、津名魅）

1996年
- ガルフォース・ザ・レボリューション（1996年 - 1997年、ラミィ）
- 機動戦士ガンダム 第08MS小隊（ラジオDJ）
- 銀河お嬢様伝説ユナ〜深闇のフェアリィ〜（神楽坂優奈）

1997年
- 鬼神童子ZENKI外伝〜黯鬼奇譚〜（役小明）
- 新機動戦記ガンダムW Endless Waltz（ルクレツィア・ノイン）
- サクラ大戦 桜華絢爛（真宮寺さくら）
- B'T-X NEO（華梨）

1998年
- ゲキ・ガンガー3 熱血大決戦!!（ジュンペイ）
- POWER DoLLS Detachment of Limited Line Service プロジェクトα（タカス・ナミ）

1999年
- サクラ大戦 轟華絢爛（真宮寺さくら）

2002年
- サクラ大戦 神崎すみれ 引退記念 す・み・れ（真宮寺さくら）

2003年
- アニメ古典文学館「枕草子」（紫式部）
- 機動新撰組 萌えよ剣（坂本竜之介）
- 天地無用! 魎皇鬼（第三期）（柾木砂沙美樹雷、津名魅）

### ゲーム
1989年
- 倉庫番 GB版（主人公）
- 天外魔境 ZIRIA（チサ）

1991年
- ウルフファング（オペレーター）

1992年
- 銀河お嬢様伝説ユナ（神楽坂優奈）
- プリンス・オブ・ペルシャ（姫）※メガCD版
- プリンセスメーカー（娘）

1993年
- ヴァイ 〜流星の鎧〜（ネーナ）
- 天外魔境 風雲カブキ伝（プリンセス・レイナ）
- らんま1/2 白蘭愛歌（南条ありさ）

1994年
- ADVANCED V.G（八島聡美）
- アルティメット エコロジー
- カードエンジェルス（桐嶋美樹）
- 対戦ぱずるだま（沢田まゆ）
- 女神天国（ルルベル）
- ラングリッサーII（シェリー）
- LUNAR ETERNAL BLUE（ルーシア）

1995年
- 風の伝説ザナドゥII（リュミナ）
- 鬼神童子ZENKI FX 金剛炎闘（役小明）
- 銀河お嬢様伝説ユナ2 永遠のプリンセス（神楽坂優奈）
- 空想科学世界ガリバーボーイ（ミスティ）※PCエンジン版
- ぐっすんおよよ（ぐっすん、およよ、えみり）

1996年
- エクストラブライト（ミリー）
- 銀河お嬢様伝説ユナFX 哀しみのセイレーン（神楽坂優奈）
- 銀河お嬢様伝説ユナREMIX（神楽坂優奈）
- 空想科学世界ガリバーボーイ（ミスティ）※セガサターン版
- ぐーちょDEパーク テーマパークものがたり（バーディ）
- サクラ大戦（真宮寺さくら）
- 時空探偵DD 幻のローレライ（霧姫・アイスマン）
- 進め!対戦ぱずるだま（沢田まゆ、ペンクロー）
- トゥルー・ラブストーリー（春日千晴）
- My Dream 〜On Airが待てなくて〜（渡辺いずみ）
- 桃太郎電鉄HAPPY（夜叉姫）

1997年
- 悪魔城ドラキュラX 月下の夜想曲（マリア・ラーネッド）
- 銀河お嬢様伝説ユナ3 LIGHTNING ANGEL（神楽坂優奈）
- サクラ大戦 蒸気ラジヲショウ（真宮寺さくら）
- サクラ大戦 花組対戦コラムス（真宮寺さくら）
- サクラ大戦 花組通信（真宮寺さくら）
- スーパーロボット大戦F（ルクレツィア・ノイン）
- スタンバイSay You!（クリア）
- 天外魔境 第四の黙示録（NPC）
- 天地無用! 連鎖必要（砂沙美）
- ボイスファンタジア 失われたボイスパワー（インクァイア）
- White Diamond（リステイン）
- 魔法少女プリティサミー 〜恐るべし身体測定!核爆発5秒前!!〜（砂沙美、津名魅）
- ラングリッサーI&II（シェリー）
- ロックマンDASHシリーズ（コブン、TVリポーター、市長） - 3作品

1998年
- アニメフリークFX※実写水着出演
- 火星物語（クエス、アンサー、シルビー）
- 銀河お嬢様伝説ユナ FINAL EDITION（神楽坂優奈）
- クロス探偵物語（西山友子）
- サウザンドアームズ（ネルシャ・スタイラス）
- サクラ大戦 帝撃グラフ（真宮寺さくら）
- サクラ大戦2 〜君、死にたもうことなかれ〜（真宮寺さくら）
- 時空探偵DD2 叛逆のアプサラル（霧姫・アイスマン）
- スーパーロボット大戦F完結編（ルクレツィア・ノイン）
- 魔法少女プリティサミー ハートのきもち（砂沙美、津名魅）

1999年
- SDガンダム GGENERATION（1999年 - 2025年、ルクレツィア・ノイン、ラ・ミラ・ルナ〈F〉） - 12作品
- 輝く季節へ（七瀬留美）
- どきどきON AIR2

2000年
- 大神一郎奮闘記 〜サクラ大戦歌謡ショウ「紅蜥蜴」より〜（真宮寺さくら）
- サクラ大戦 花組対戦コラムス2（真宮寺さくら）
- サンライズ英雄譚R（ルクレツィア・ノイン）
- スーパーロボット大戦α（ルクレツィア・ノイン）
- Dog of Bay（ビビアン）
- 免許をとろう（緑川聡子）

2001年
- サクラ大戦3 〜巴里は燃えているか〜（真宮寺さくら）
- スーパーロボット大戦α外伝（ルクレツィア・ノイン）
- スーパーロボット大戦α for Dreamcast（ルクレツィア・ノイン）
- 免許をとろうDX 2001年度版（緑川聡子、緑川聡美）

2002年
- 機動新撰組 萌えよ剣（坂本竜之介）
- サクラ大戦4 〜恋せよ乙女〜（真宮寺さくら）
- スーパーロボット大戦IMPACT（スバル・リョーコ）

2003年
- サクラ大戦 〜熱き血潮に〜（真宮寺さくら）
- SUNRISE WORLD WAR Fromサンライズ英雄譚（ノイン）
- 第2次スーパーロボット大戦α（ルクレツィア・ノイン）

2004年
- サクラ大戦V EPISODE 0〜荒野のサムライ娘〜（真宮寺さくら）
- スーパーロボット大戦MX（スバル・リョーコ）

2005年
- Another Century's Episode（ルクレツィア・ノイン、スバル・リョーコ）
- サクラ大戦V 〜さらば愛しき人よ〜（真宮寺さくら）
- スーパーロボット大戦MXポータブル（スバル・リョーコ）
- 第3次スーパーロボット大戦α 終焉の銀河へ（ルクレツィア・ノイン）
- 天外魔境III NAMIDA（ツグミ）
- NAMCO x CAPCOM（コブン、天現寺ひろみ）

2006年
- Another Century's Episode 2（ルクレツィア・ノイン、スバル・リョーコ）

2007年
- Another Century's Episode 3 THE FINAL（スバル・リョーコ）

2008年
- スーパーロボット大戦A PORTABLE（ルクレツィア・ノイン、スバル・リョーコ）
- ドラマチックダンジョン サクラ大戦 〜君あるがため〜（真宮寺さくら）

2009年
- スーパーロボット大戦NEO（アララ・ミルク）

2011年
- 第2次スーパーロボット大戦Z 破界篇（ルクレツィア・ノイン）

2012年
- 第2次スーパーロボット大戦Z 再世篇（ルクレツィア・ノイン）
- PROJECT X ZONE（真宮寺さくら、コブン）

2013年
- スーパーロボット大戦Operation Extend（アララ・ミルク）

2014年
- 三国志英歌（貂蝉）
- 第3次スーパーロボット大戦Z 時獄篇（ルクレツィア・ノイン）

2015年
- スーパーロボット大戦BX（スバル・リョーコ）
- 第3次スーパーロボット大戦Z 天獄篇（ルクレツィア・ノイン）
- PROJECT X ZONE 2:BRAVE NEW WORLD（真宮寺さくら）

2016年
- グランブルーファンタジー（真宮寺さくら）
- 白猫プロジェクト（ビスケ）
- チェインクロニクル〜絆の新大陸〜（真宮寺さくら）

2017年
- スーパーロボット大戦V（スバル・リョーコ）
- スーパーロボット大戦X-Ω（真宮寺さくら）

2018年
- スーパーロボット大戦X（ルクレツィア・ノイン）

2019年
- スターオーシャン:アナムネシス（真宮寺さくら）
- スーパーロボット大戦T（スバル・リョーコ）
- JUMP FORCE（ビスケ） - DLC追加キャラクター
- ゴシックは魔法乙女〜さっさと契約しなさい!〜（真宮寺さくら）
- ラングリッサー モバイル（真宮寺さくら）
- 新サクラ大戦（夜叉、真宮寺さくら）

2020年
- ロックマンX DiVE（コブン）

2021年
- 共闘ことばRPG コトダマン（ビスケ）
- 少女☆歌劇 レヴュースタァライト -Re LIVE-（真宮寺さくら）
- スーパーロボット大戦30（真宮寺さくら） - DLC追加キャラクター

2023年
- スーパーロボット大戦DD（ルクレツィア・ノイン）

### ドラマCD・カセット
- アニメイトカセットコレクション 機動戦艦ナデシコ 「ナデシコ対ゲキ・ガンガー対宇宙人」……って、オイ!?（スバル・リョーコ、ジュンペイ[81]）
- アニメイトカセットコレクション 機動戦艦ナデシコ 2 ナデシコ・ばらえてい（仮題）（スバル・リョーコ、ジュンペイ）
- アニメ店長（流メグル）
- イメージアルバム ああっ女神さまっ（森里恵）
- NG騎士ラムネ&40 シリーズ（ミルク）
  - NG騎士ラムネ&40 メモリアルマッチ!熱血一本勝負
  - NG騎士ラムネ&40 2 キングオブキングス熱血スペシャル
  - NG騎士ラムネ&40 3 ときめき!裏の三姉妹
  - NG騎士ラムネ&40EX2 ユラユラ銀河帝国大混戦!
- かかってきなさい!（山折月葉）
- FALCOM SPECIAL BOX '95 CDドラマ 風の伝説ザナドゥII（リュミナ）
- 岸和田博士の科学的愛情（白鳥ぱる子）
- 空想科学世界ガリバーボーイ 番外編 銀の謝肉祭
- CDシアター ドラゴンクエストII（ナナ）
- CDドラマ 風の伝説ザナドゥII ヒロイン達の誕生日（リュミナ）
- CDドラマ TARAKOぱっぱらパラダイス（リュミナ）
- CDドラマ 天外魔境(1) 風雲カブキ伝 アメリケン異聞 凱旋公開！カブキ伝顛末記（レイナ）
- CDドラマ 天外魔境(2) 風雲カブキ伝 アメリケン異聞 大陸横断鉄道騒動記（レイナ、劇中歌）
- ストリートファイターZERO 外伝 〜春麗旅立ちの章〜（春麗）
- ストリートファイターZERO2外伝 さくら・もっとも危ない女子高生（春麗）
- ドラマCD 天外飯店（ツグミ）
- VS騎士ラムネ&40炎シリーズ（ミルク）
  - アニメイトカセットコレクション VS騎士ラムネ&40炎 トキメキトライアル 熱血先生のハートを狙え!!（仮面の勇者・桃風）
  - VS騎士ラムネ&40炎 超天然♥未来形アルバム2 『パラレル・バケーション』
  - VS騎士ラムネ&40炎 超天然♥未来形アルバム3
- ハーメルンのバイオリン弾き（フルート）
- 覇王大系リューナイト CDシネマ「ティア・ダナーンの闘い」（ナビア）
- BASTARD!! -暗黒の破壊神- 外伝 巻之三 魔導王封印篇（シリン）
- CDブック 花より男子（牧野つくし）
- 花のあすか組!（歩）
- ポケットラブ（篠沢ももよ）
- ぽっぷるメイルパラダイス2（マリル）
- P.S.すりーさん2011 〜開幕盤〜（さたーんさん）
- 超魔神英雄伝ワタル ドラマアルバム1、3、4（ドルク、お花茶屋麗子、オカマのドルク）

### デジタルコミック
- ルパン3世 D2MANGA（1997年、峰不二子）

### 吹き替え

#### 映画（吹き替え）
- 1969（ベス〈ウィノナ・ライダー〉）
- いまを生きる（クリス）
- エグゼクティブ・エクスプレス プリズン・ブレイク（アレックス）
- 玻璃の城（スージー〈ニコラ・チェン〉）
- カルーセル（マルセリーナ）
- がんばれ!ビーバー（カレン）
- キンダガートン・コップ（子供）
- グース（エイミー・アルデン〈アンナ・パキン〉）※ソフト版
- 孔雀王
- クルーレス（シェール〈アリシア・シルヴァーストーン〉）※VHS版。
- シークレット・ハンター（ローレン）
- ジャイアント・ベビー（マンディ・パーク〈ケリー・ラッセル〉）※ソフト版
- 13日の金曜日（アマンダ）
- スクリーム2（ハリー〈エリゼ・ニール〉）
- ティーン・エージェント（マリシュカ〈ガブリエル・アンウォー〉）
- デンジャー アイランド
- ハートブルー ※ビデオ版
- ハイダウェイ（レジーナ〈アリシア・シルヴァーストーン〉）
- 花嫁のパパ
- ベビー・シッターズ・クラブ（クリスティ・トーマス〈シュイラー・フィスク〉）
- ボクはむく犬（アリソン）
- マイ・ガール（ベーダ・サルテンファス〈アンナ・クラムスキー〉）※機内上映版
- メビウス（アリス）
- 燃えよテンテン（テンテン）
- 闇を見つめる瞳（英語版）（ジェニー）
- 世にも不思議なアメージング・ストーリー3（ジョナ）
- ラスト・オブ・モヒカン（アリス〈ジョディ・メイ〉）※VHS版。

#### ドラマ（吹き替え）
- アボンリーへの道（アンナ）
- ER緊急救命室（アンドレア）
- 刑事ナッシュ・ブリッジス シーズン3（イザベラ）
- 新カンガルー・スキッピー（ルー・ハモンド）
- 新スタートレック（マリッサ、ヘドリル、ケストラー）
- トゥルー・コーリング（エイブリー〈リジー・キャプラン〉）
- ミステリー・グースバンプス（ジューディス）
- 世にも不思議なアメージング・ストーリー（ジェイク・ハート）

#### アニメ
- チップとデールの大作戦（エリオット）
- バットマン
- ピンクパンサー（ビッキー[82]）

### 映画
- 時空戦士 魅鬼（魅鬼）
- Precious Memory「パラシュートが消えた夏」（横山智佐）

### ドラマ
- 東京シティメルヘン（橘かおり）

### 実写
- Heavenly Voices（横山智佐）
- モンスターファームスペシャル〜アニメの秘密を探れ〜

### MC
- ガンバレ!SDガンダム大行進（司会）

### CM
- 銀河お嬢様伝説ユナ（神楽坂ユナ）
- サクラ大戦2 〜君、死にたもうことなかれ〜（真宮寺さくら）
- 火星物語（母親役）
- からくりサーカス（才賀しろがね）
- スーパーロボット大戦A PORTABLE（スバル・リョーコ）

### 舞台
- サクラ大戦 歌謡ショウ（真宮寺さくら）
- ミュージカル リカちゃん（1999年12月24日 - 2000年1月6日）[83]
- 草原の人（2003年2月7日 - 2月23日松浦亜弥主演ミュージカル）（橘まりこ）
- Mr.PINSTRIPE
- ミュージカル ギャラクシーエンジェル Re-MIX（アイスヴァイン）
- ラヴ・レターズ（2004年12月1日、PARCO劇場）戸井勝海との共演による朗読劇
- 朗読劇 電車男（クレオ）
- ミュージカル ミンキーモモ 鏡の中のプリンセス（鏡の国の王妃）
- ミュージカル「クリスマスキャロル」 - 天使ガブリエル役
  - ミュージカル「クリスマスキャロル」（2018年12月12日 - 16日、東京キネマ倶楽部）[84]
  - ミュージカル「クリスマスキャロル」（2019年12月11日 - 15日、東京・東京キネマ倶楽部、24日 - 25日 大阪・味園ユニバース）
  - ミュージカル「クリスマスキャロル2020」（2020年12月9日 - 15日、東京キネマ倶楽部）[85]
  - ミュージカル「クリスマスキャロル2022」（2022年12月7日 - 13日、東京キネマ倶楽部）
  - ミュージカル「クリスマスキャロル2023」（2023年12月7日 - 13日、東京キネマ倶楽部）
- 極悪鬼道（2021年）[86]
- 舞台 あの日見た花の名前を僕達はまだ知らない。（2022年2月2日 - 6日、あうるすぽっと） - 宿海塔子 役[87]

### ラジオ
- アニメ情報局ラジオマガジン（1987年4月 - 10月 東海ラジオ、養成所時代にレギュラー出演していた事実上のデビュー番組）
- やってやるぜ情報局(1987年10月 - 11月)
- スーパーフライデー DAIHATSUオールジャパンベスト20（1997年10月 - 1999年3月 TOKYO FM系）
- 広井王子のマルチ天国→広井王子のマルチ天丼→広井王子のマル天チャチャチャ!→広井王子のマル天ミックス!（1994年4月 - 2007年3月 文化放送 土曜25:00 - 25:30）
- ゲーム・ウォーカー・ネット（TBSラジオ）
- 横山智佐のアニメ・ジェネレーションズ（ニッポン放送）
- はみだし金沢王国（えふえむ・エヌ・ワン）
- 銀河お嬢様電波ユナラジオ
- プリティサミー Chisaのマジカルナイト

### バラエティ番組
- キッズ天国
- さくまあきらの桃伝&桃鉄大解剖!（MONDO21）
- 中居正広のボクらはみんな生きている（チンパンジーのアクセル）

### その他コンテンツ
- ジャンプ放送局（「週刊少年ジャンプ」の読者投稿コーナー）
- 魁!音楽番付（外国人MCレディー“D”の吹替・ナレーション[注 7]）

## ディスコグラフィ

### シングル
| #                                          | 発売日           | タイトル                                | B面                                                    | 規格             | 規格品番         |
| ポニーキャニオン                           | ポニーキャニオン | ポニーキャニオン                        | ポニーキャニオン                                       | ポニーキャニオン | ポニーキャニオン |
| ------------------------------------------ | ---------------- | --------------------------------------- | ------------------------------------------------------ | ---------------- | ---------------- |
| 1st                                        | 1989年3月21日    | DASH!!-レーサーミニ四駆のテーマ-        | ミニ四ファイター組立てうた (ミニ四ファイター&前ちゃん) | EP               | 7A-0959          |
| 1st                                        | 1989年3月21日    | DASH!!-レーサーミニ四駆のテーマ-        | ミニ四ファイター組立てうた (ミニ四ファイター&前ちゃん) | 8cmCD            | S8A-0245         |
| 2nd                                        | 1991年4月21日    | ジャングルで遊ぼう!                     | BOY 〜ぼくらの夢の街へ〜                               | 8cmCD            | PCDG-00014       |
| アポロン                                   |                  |                                         |                                                        |                  |                  |
| 3rd                                        | 1992年11月2日    | ないしょ!のバイリンキャット             | 赤いピアノ                                             | 8cmCD            | APDA-75          |
| パイオニアLDC                              |                  |                                         |                                                        |                  |                  |
| 4th                                        | 1993年9月25日    | 恋愛の才能                              | 上野の恋の物語 (菊池正美・折笠愛・高田由美)            | 8cmCD            | PIDA-1004        |
| 5th                                        | 1994年7月27日    | ぼくはもっとパイオニア                  | ミセス・マクガフィンとコーンマフィン                   | 8cmCD            | PIDA-1010        |
| 6th                                        | 1995年6月28日    | ちゃんと夢を見ましょ!                   | ちゃんと夢を見ましょ! (オリジナル・カラオケ)           | 8cmCD            | PIDA-1503        |
| 日本コロムビア                             |                  |                                         |                                                        |                  |                  |
| 7th                                        | 1995年7月21日    | Sleepless Angels 〜眠れぬ夜の天使たち〜 | 憧れに近づくために                                     | 8cmCD            | CODC-691         |
| キングレコード / スターチャイルド          |                  |                                         |                                                        |                  |                  |
| 8th                                        | 1995年8月4日     | Funny Funny Little Girl                 | 月影におやすみ                                         | 8cmCD            | KIDA-110         |
| ファンハウス                               |                  |                                         |                                                        |                  |                  |
| 9th                                        | 1996年9月21日    | あしたの勇気                            | ずっといっしょに                                       | 8cmCD            | FHDF-1574        |
| キングレコード / スターチャイルド          |                  |                                         |                                                        |                  |                  |
| 10th                                       | 1996年11月21日   | LIGHTNING HEART!                        | おでかけしましょうよ!                                  | 8cmCD            | KIDA-141         |
| エアーズ                                   |                  |                                         |                                                        |                  |                  |
| 11th                                       | 1997年7月21日    | wing                                    | たとえば愛だよね (フラワーチルドレン)                  | 8cmCD            | AYDM-138         |
| ワーナーミュージック・ジャパン / WEA Japan |                  |                                         |                                                        |                  |                  |
| 12th                                       | 1998年9月25日    | To be Try                               | 想い                                                   | 8cmCD            | WPDV-7162        |

### アルバム

#### オリジナル・アルバム
| #             | 発売日        | タイトル                         | 規格          | 規格品番      |
| パイオニアLDC | パイオニアLDC | パイオニアLDC                    | パイオニアLDC | パイオニアLDC |
| ------------- | ------------- | -------------------------------- | ------------- | ------------- |
| 1st           | 1993年1月21日 | 恋愛の才能                       | CD            | PICA-1035     |
| 2nd           | 1995年8月23日 | A-B-Chisa                        | CD            | PICA-1073     |
| ファンハウス  |               |                                  |               |               |
| 3rd           | 1996年9月4日  | f【éf】                          | CD            | FHCF-2306     |
| パイオニアLDC |               |                                  |               |               |
| 4th           | 1997年5月28日 | マジカル・ファンタジー・ワールド | CD            | PICA-1140     |

#### ミニ・アルバム
| #                       | 発売日                  | タイトル                | 規格                    | 規格品番                |
| アポロン / エモーション | アポロン / エモーション | アポロン / エモーション | アポロン / エモーション | アポロン / エモーション |
| ----------------------- | ----------------------- | ----------------------- | ----------------------- | ----------------------- |
| 1st                     | 1993年1月21日           | 7つの恋の物語           | CD                      | APCA-77                 |

#### ライブ・アルバム
| #             | 発売日        | タイトル                                       | 規格          | 規格品番      |
| パイオニアLDC | パイオニアLDC | パイオニアLDC                                  | パイオニアLDC | パイオニアLDC |
| ------------- | ------------- | ---------------------------------------------- | ------------- | ------------- |
| 1st           | 1997年2月26日 | Chisa and The Heaven & Earth Band Live In L.A. | CD            | PICA-1129     |

#### ベスト・アルバム
| #             | 発売日        | タイトル       | 規格       | 規格品番   |
| メルダック    | メルダック    | メルダック     | メルダック | メルダック |
| ------------- | ------------- | -------------- | ---------- | ---------- |
| 1st           | 1994年9月21日 | MINI BEST      | CD         | MECH-18001 |
| パイオニアLDC |               |                |            |            |
| 2nd           | 2000年3月24日 | Best Selection | CD         | PICA-1207  |

### キャラクターソング
| 発売日   | タイトル                                                 | 歌 | 楽曲                                                           | 備考                                                                     |
| 1994年   | 1994年                                                   | 1994年 | 1994年                                                         | 1994年                                                                   |
| -------- | -------------------------------------------------------- | --- | -------------------------------------------------------------- | ------------------------------------------------------------------------ |
| 6月8日   | 「幽☆遊☆白書 冥界死闘篇 炎の絆」ひなげしの章             | ひなげし（横山智佐） | 「あなたを抱き締める私でい」                                   | 劇場アニメ『幽☆遊☆白書 冥界死闘篇 炎の絆』関連曲                         |
| 1996年   |                                                          | |                                                                |                                                                          |
| 12月18日 | 檄!帝国華撃団                                            | 真宮寺さくら（横山智佐） & 帝国歌劇団 | 「檄!帝国華撃団」                                              | セガサターンゲーム『サクラ大戦』主題歌                                   |
| 1997年   |                                                          | |                                                                |                                                                          |
| 3月21日  | 花咲く乙女                                               | 真宮寺さくら（横山智佐） & 帝国歌劇団 | 「花咲く乙女」                                                 | セガサターンゲーム『サクラ大戦』エンディングテーマ                       |
| 3月21日  | 花咲く乙女                                               | 真宮寺さくら（横山智佐） & 帝国歌劇団 | 「さくら」                                                     | セガサターンゲーム『サクラ大戦』挿入歌                                   |
| 1998年   |                                                          | |                                                                |                                                                          |
| 6月24日  | 超魔神英雄伝ワタル RAINBOW 6                             | ドルク（横山智佐） & 聖樹（伊藤健太郎） | 「Rambling The War!」                                          | テレビ東京系アニメ『超魔神英雄伝ワタル』関連曲                           |
| 6月24日  | 超魔神英雄伝ワタル RAINBOW 6                             | ドルク（横山智佐） & 聖樹（伊藤健太郎） | 「オレンジ」                                                   | テレビ東京系アニメ『超魔神英雄伝ワタル』関連曲                           |
| 2000年   |                                                          | |                                                                |                                                                          |
| 4月19日  | ゲキテイ/夢見ていよう                                    | 真宮寺さくら（横山智佐） & 帝国歌劇団 | 「ゲキテイ」                                                   | TBS・MBS系アニメ『サクラ大戦』オープニングテーマ                         |
| 4月19日  | ゲキテイ/夢見ていよう                                    | 真宮寺さくら（横山智佐） & 帝国歌劇団 | 「夢見ていよう」                                               | TBS・MBS系アニメ『サクラ大戦』エンディングテーマ                         |
| 11月29日 | さくら前線/夢のつづき                                    | 真宮寺さくら（横山智佐） & 帝国歌劇団 | 「さくら前線」                                                 | OVA『サクラ大戦 轟華絢爛』第5話エンディングテーマ                        |
| 11月29日 | さくら前線/夢のつづき                                    | 真宮寺さくら（横山智佐） & 帝国歌劇団 | 「夢のつづき」                                                 | OVA『サクラ大戦 轟華絢爛』第6話エンディングテーマ                        |
| 2001年   |                                                          | |                                                                |                                                                          |
| 11月21日 | サクラ大戦活動写真 劇場版・奇跡の鐘/劇場版・すべては海へ | 真宮寺さくら（横山智佐） & 帝国歌劇団 | 「劇場版・奇跡の鐘」                                           | 東映配給『サクラ大戦 活動写真』テーマソング                              |
| 11月21日 | サクラ大戦活動写真 劇場版・奇跡の鐘/劇場版・すべては海へ | 横山智佐・久野綾希子 | 「劇場版・すべては海へ」                                       | 東映配給『サクラ大戦 活動写真』挿入歌                                    |
| 2008年   |                                                          | |                                                                |                                                                          |
| 3月26日  | 笑って、笑って                                           | 帝国歌劇団、巴里華撃団、紐育華撃団 | 「笑って、笑って」                                             | ニンテンドーDS用ソフト『サクラ大戦～君あるがため～』エンディング・テーマ |
| 3月26日  | 笑って、笑って                                           | 帝国歌劇団、巴里華撃団、紐育華撃団 | 「ZING ZING ZING」                                             | ニンテンドーDS用ソフト『サクラ大戦～君あるがため～』関連曲               |
| 2011年   |                                                          | |                                                                |                                                                          |
| 2月23日  | パチスロ サクラ大戦3 Original Soundtrack                 | 真宮寺さくら（横山智佐） | 「さくら」                                                     | パチスロ『サクラ大戦3』関連曲                                            |
| 2018年   |                                                          | |                                                                |                                                                          |
| 4月11日  | パチスロ『サクラ大戦～熱き血潮に～』Original Soundtrack  | 真宮寺さくら（横山智佐）、神崎すみれ（富沢美智恵）、マリア・タチバナ（高乃麗）、アイリス（西原久美子）、李紅蘭（渕崎ゆり子）、桐島カンナ（田中真弓） | 「花の戦士」 「花咲く乙女」                                    | パチスロ『サクラ大戦～熱き血潮に～』関連曲                               |
| 4月11日  | パチスロ『サクラ大戦～熱き血潮に～』Original Soundtrack  | 真宮寺さくら（横山智佐） | 「戦恋歌～IKUSA KOIUTA」 「花の戦士 (真宮寺さくら Solo Ver.)」 | パチスロ『サクラ大戦～熱き血潮に～』関連曲                               |
| 2020年   |                                                          | |                                                                |                                                                          |
| 4月29日  | 新サクラ大戦 歌謡全集                                    | 夜叉（横山智佐） | 「狂い咲け帝都に」                                             | PlayStation 4用ソフト『新サクラ大戦』関連曲                              |

### 参加楽曲
| 発売日         | 商品名                           | 歌                                        | 楽曲                                             | 備考                                                                           |
| -------------- | -------------------------------- | ----------------------------------------- | ------------------------------------------------ | ------------------------------------------------------------------------------ |
| 1995年7月21日  | 奇跡の超鬼神                     | 横山智佐 & 緒方恵美                       | 「奇跡の超鬼神」                                 | テレビ東京系アニメ『鬼神童子ZENKI』エンディングテーマ                          |
| 1996年10月23日 | 夢みれば夢も夢じゃない           | 横山智佐 with 小桜エツ子                  | 「夢みれば夢も夢じゃない」                       | テレビ東京系アニメ『魔法少女プリティサミー』オープニングテーマ                 |
| 1996年10月23日 | 夢みれば夢も夢じゃない           | 横山智佐 with 小桜エツ子                  | 「魔法少女プリティサミー (New Version)」         | TBSラジオドラマ『プリティサミーChisaのマジカル ナ・イ・ト2』オープニングテーマ |
| 1997年10月3日  | Let's Go Dancing                 | 横山智佐 & ドン・マッコウ                 | 「Let's Go Dancing」                             | TBSラジオ系『ゲームウォーカーネット』テーマソング                              |
| 1997年10月3日  | Let's Go Dancing                 | 横山智佐 & ドン・マッコウ                 | 「MELODY 〜1975年の土曜日〜」                    |                                                                                |
| 1998年11月18日 | 奇跡の鐘 〜So special a day〜    | 横山智佐・富沢美智恵・高乃麗 & 帝国歌劇団 | 「奇跡の鐘 〜So special a day〜」                | セガサターン『サクラ大戦2 〜君、死にたもうことなかれ〜』関連曲                 |
| 1998年11月18日 | 奇跡の鐘 〜So special a day〜    | 横山智佐・富沢美智恵・高乃麗 & 帝国歌劇団 | 「Happy Day Happy X'mas」                        |                                                                                |
| 2014年12月3日  | 百鬼夜行 ～地獄の沙汰もYOU次第～ | 横山智佐                                  | 「Yes! チャイニーズエンジェル★」 「夢のNANTOKA」 | OAD『鬼灯の冷徹』挿入歌                                                        |

### タイアップ一覧
| 曲名                                    | タイアップ                                                                      | 収録作品                                            |
| --------------------------------------- | ------------------------------------------------------------------------------- | --------------------------------------------------- |
| DASH!!-レーサーミニ四駆のテーマ-        | TAMIYA『ミニ四駆』テーマソング                                                  | シングル「DASH!!-レーサーミニ四駆のテーマ-」        |
| ジャングルで遊ぼう!                     | ゲームソフト&オリジナル・ビデオ・アニメ『ジャングルウォーズ』オープニングテーマ | シングル「ジャングルで遊ぼう!」                     |
| BOY 〜ぼくらの夢の街へ〜                | ゲームソフト&オリジナル・ビデオ・アニメ『ジャングルウォーズ』エンディングテーマ | シングル「ジャングルで遊ぼう!」                     |
| ないしょ!のバイリンキャット             | TBS系アニメ『みかん絵日記』オープニングテーマ                                   | シングル「ないしょ!のバイリンキャット」             |
| 恋愛の才能                              | OVA『天地無用! 魎皇鬼』オープニングテーマ                                       | シングル「恋愛の才能」                              |
| ぼくはもっとパイオニア                  | OVA『天地無用! 魎皇鬼』オープニングテーマ                                       | シングル「ぼくはもっとパイオニア」                  |
| ちゃんと夢を見ましょ!                   | OVA『魔法少女プリティサミー』オープニングテーマ                                 | シングル「ちゃんと夢を見ましょ!」                   |
| Sleepless Angels 〜眠れぬ夜の天使たち〜 | テレビ東京系アニメ『鬼神童子ZENKI』エンディングテーマ                           | シングル「Sleepless Angels 〜眠れぬ夜の天使たち〜」 |
| Funny Funny Little Girl                 | PCエンジン『銀河お嬢様伝説ユナ2 永遠のプリンセス』主題歌                        | シングル「Funny Funny Little Girl」                 |
| Funny Funny Little Girl                 | OVA『銀河お嬢様伝説ユナ〜哀しみのセイレーン〜』主題歌                           | シングル「Funny Funny Little Girl」                 |
| あしたの勇気                            | スペースシャワーTV『MOVE ON! CHISA YOKOYAMA』テーマソング                       | シングル「あしたの勇気」                            |
| LIGHTNING HEART!                        | OVA『銀河お嬢様伝説ユナ〜深闇のフェアリィ〜』オープニングテーマ                 | シングル「LIGHTNING HEART!」                        |
| おでかけしましょうよ!                   | OVA『銀河お嬢様伝説ユナ〜深闇のフェアリィ〜』エンディングテーマ                 | シングル「LIGHTNING HEART!」                        |
| wing                                    | アスキーゲーム『火星物語』主題歌                                                | シングル「wing」                                    |
| To be Try                               | ゲームソフト『時空探偵DD2 叛逆のアプサラル』テーマソング                        | シングル「To be Try」                               |

## 著書
特記なき出版社はいずれもメディアワークスから発売。
- ルパンに会いたくて…横山智佐・声優への道（1994年5月）
- ルパンに会いたくて…〈2〉横山智佐・声優ほやほや物語（1995年9月）
- ルパンに会いたくて…〈3〉―横山智佐・声優バリバリ奮闘記（1996年4月）
- 天使がくれた休日（1995年4月）
- ちさタローの卒業アルバム（1997年10月）
- わたしが愛したゲームキャラ（1997年10月）
- 1000日の夕食（2002年8月、SBクリエイティブ）